# Ефебіфобія
Ефебіфобія (грец. ἔφηβος — юність, грец. φόβος — страх, фобія) — один з видів фобій: ірраціональний страх і відраза до підлітків.
Термін, ймовірно, був вперше використаний Кірком Астротом в 1994 році У наш час[коли?] використовується соціологами, урядовими агентствами й адвокатами.
Для лікування даної фобії можна використовувати психотерапевтичні методи, в тому числі, когнітивно-поведінкову психотерапію, або гіпноз . Лікування полягає у визначенні пацієнтом фактора, яка стала причиною ірраціонального страху до підлітків, і з'ясування, коли він виник вперше.